# Eugnathichthys eetveldii
Eugnathichthys eetveldii är en fiskart som beskrevs av Boulenger, 1898. Eugnathichthys eetveldii ingår i släktet Eugnathichthys och familjen Distichodontidae. IUCN kategoriserar arten globalt som livskraftig. Inga underarter finns listade i Catalogue of Life.